# بابلو كاباييرو كاسيريس
بابلو كاباييرو كاسيريس (بالإسبانية: Pablo Caballero Cáceres) هو لاعب كرة قدم ومدرب كرة قدم باراغواياني في مركز الهجوم، ولد في 25 يونيو 1972 في أسونسيون في باراغواي. شارك مع منتخب باراغواي لكرة القدم. أما مع النوادي، فقد لعب مع إيفرتون دي فينا ديل مار وسبورتيفو لوكوينو وسيرو بورتينيو ونادي أونيفرسيداد كاتوليكا ونادي أونيفرسيداد ناسيونال ونادي بالستينو ونادي بويبلا ونادي غواراني وهواتشيباتو.

## وصلات خارجية
- بابلو كاباييرو كاسيريس على موقع قاعدة بيانات كرة القدم.إي يو (الإنجليزية)
- بابلو كاباييرو كاسيريس على موقع ناشيونال فوتبول تيمز (الإنجليزية)